# Acsmithia
Acsmithia é um género botânico pertencente à família Cunoniaceae.
É nativo da Austrália.

## Espécies
| - Acsmithia austro-caledonica - Acsmithia brongniartiana - Acsmithia collina - Acsmithia davidsonii - Acsmithia densiflora - Acsmithia elliptica - Acsmithia grandiflora - Acsmithia integrifolia - Acsmithia laxiflora | - Acsmithia meridionalis - Acsmithia parvifolia - Acsmithia pedunculata - Acsmithia pubescens - Acsmithia pulleana - Acsmithia reticulata - Acsmithia undulata - Acsmithia vitiensis |

- Lista completa